# Modulatore selettivo del recettore degli androgeni
I Modulatori Selettivi del Recettore degli Androgeni o SARM sono una classe di ligandi del recettore degli androgeni che mantengono alcuni degli effetti desiderabili degli androgeni, come prevenire l'osteoporosi e la perdita muscolare, riducendo al contempo i rischi di sviluppare il cancro alla prostata. Alla fine degli anni '90 è stato scoperto il primo SARM non steroideo, un analogo della bicalutamide. Sono destinati ad avere lo stesso tipo di effetti dei farmaci androgeni, come gli steroidi androgeni anabolizzanti, ma essere più selettivi nella loro azione.

## Confronto con il testosterone

Struttura del testosterone

Come accennato in precedenza, lo scopo della ricerca in relazione ai SARM è sostituire l'integrazione di testosterone nel trattamento della malattia con molecole selettive del recettore degli androgeni. Ciò è dovuto al fatto che l'integrazione di testosterone può avere effetti negativi sui pazienti.
Pensando al testosterone come a una molecola modello, sono state prodotte diverse SARM per imitare gli effetti comprovati del testosterone sul corpo. Ad esempio, sono state condotte meta-analisi che dimostrano che l'integrazione di testosterone aumenta la massa magra, la massa corporea, la forza e una diminuzione della massa grassa. Tuttavia, i SARM non steroidei differiscono nel loro meccanismo d'azione, poiché la riduzione o l'aromatizzazione del 5-α osservata nel meccanismo del testosterone non è presente in queste molecole.

## Meccanismo
Il legame dei ligandi al recettore degli androgeni (AR) si traduce in un cambiamento conformazionale, questo altera di conseguenza la topologia della superficie che porterà alla regolazione genica tessuto-specifica. Questa regolazione specifica del tessuto consente quindi la stimolazione selettiva o l'inibizione dell'AR; questo richiede elementi di risposta degli androgeni, co-regolatori e fattori di trascrizione. Sebbene i meccanismi esatti rimangano ancora poco chiari, è noto che la specificità tissutale e la complessità del percorso determinano la risposta trascrizionale e cellulare.

## Applicazione terapeutica

Struttura del RAD-140

Sono state condotte ricerche approfondite sui modulatori selettivi del recettore degli estrogeni (SERM) come il tamoxifene, che viene utilizzato per trattare il cancro al seno. Ci sono stati esperimenti utilizzando un SARM C-6 e S-23 su topi maschi come agente contraccettivo. Il trattamento dell'osteoporosi è stato esplorato poiché è stato scoperto che le SARM hanno effetti trofici sulla densità ossea e sulla mineralizzazione. Il meccanismo di molti SARM può anche consentire il trattamento del cancro alla prostata attraverso l'attivazione di profili di espressione indotti da AR, citotossici per le cellule tumorali con meno effetti negativi rispetto a quelli osservati nelle tradizionali terapie anti-androgeniche. Inoltre, studi condotti su ratti femmine hanno dimostrato che i SARM possono essere progettati per avere effetti sulla libido femminile e sugli organi riproduttivi. I risultati sperimentali hanno anche sollevato la possibilità di utilizzare SARM come aggiunte o monoterapia per l'iperplasia prostatica benigna attraverso meccanismi immunomodulatori. Inoltre, esiste una relazione tra beta amiloide, androgeni e livelli circolanti di testosterone che possono influenzare il decorso della malattia di Alzheimer; un nuovo SARM, NEP28 è stato studiato e trovato per aumentare l'up-regolazione della neprilisina, che sopprime le placche. Teoricamente, malattie come la distrofia muscolare di Duchenne possono essere trattate con SARM in cui i topi avevano guadagnato massa muscolare, tuttavia, effetti collaterali come l'epatotossicità e gli effetti fuori bersaglio sui genitali hanno limitato il successo degli studi pilota. La cachessia è una risposta a uno stato patologico o alla sua terapia; I SARM hanno il potenziale per invertire o prevenire questa risposta pur avendo effetti minimi basati su diversi studi condotti sui topi. A partire dal 2020, è stato condotto uno studio clinico che utilizza Enobosarm come co-terapia con Pembrolizumab per il trattamento del carcinoma mammario metastatico triplo negativo AR positivo.

## Esempi
A partire dal 2020, solo quattro SARM sono state testate clinicamente sugli esseri umani; Ostarina, LGD-4033, GSK2881078 e PF-06260414. Mentre altri sono ancora in fase di test su organismi modello come i topi.

MK-2866 noto anche come Ostarina o Enobosarm

### Ostarina
Ostarina noto anche come Enobosarm, GTx-024 e MK-2866 ha una quantità significativa di attività anabolica rispetto all'attività androgenica, che mostra un potenziale nel trattamento di malattie che influenzano negativamente muscoli e ossa. Un effetto negativo comune dei SARM e di altri steroidi anabolizzanti è la riduzione di HDL e LDL, questo è stato confermato negli studi clinici sull'uomo confrontando Ostarina con un placebo. Inoltre, negli studi in cui è stato somministrato 1 mg di Ostarina (o più), si è verificato un abbassamento statisticamente significativo della globulina legante gli ormoni sessuali (SHBG) e dei livelli sierici di testosterone totale. È stato dimostrato che l'alanina transaminasi (ALT), un enzima presente nel fegato, fluttua in modo anomalo mentre ai pazienti clinici non venivano somministrati più di 3 mg al giorno. Tuttavia, i livelli elevati sembrano essere risolti dopo l'interruzione del SARM.

### LGD-4033
LGD-4033, precedentemente noto come Ligandrol, attualmente noto come VK5211 dopo essere stato concesso in licenza a un'altra azienda farmaceutica; è stato sviluppato come potenziale trattamento per le malattie degenerative muscoloscheletriche. La potenza di un SARM può essere considerata come la sua potenziale attività anabolica in relazione alla sua attività androgenica, VK5211 ha il più alto rapporto di SARM clinicamente testati. Finora negli studi sull'uomo, il composto è stato considerato generalmente sicuro con alcuni effetti collaterali. Analogamente a Ostarina, VK5211 ha influenzato sia i livelli lipidici che i livelli di testosterone, sopprimendo l'HDL, l'ormone luteinizzante (LH) e l'ormone follicolo-stimolante (FSH).

### GSK2881078
Come VK5211, GSK2881078 è stato clinicamente testato in relazione al suo potenziale nel trattamento delle malattie degenerative muscoloscheletriche. È stato riscontrato che il SARM abbassa i livelli di HDL, mentre alcuni hanno riportato costipazione, dispepsia e nausea. Una piccola percentuale di donne studiate aveva valori elevati di ALT e alcuni uomini avevano livelli elevati di creatina chinasi e dolori muscolari.

### PF-06260414
PF-06260414 è risultato essere ben tollerato tra la popolazione maschile testata clinicamente. Come previsto con i SARM, si è verificata una diminuzione dei livelli di HDL e un aumento dei livelli di ALT. Pochi partecipanti hanno sperimentato mal di testa, diminuzione dell'appetito, vertigini, infezioni delle vie respiratorie superiori, affaticamento e ansia.

## Disponibilità
Nel 2013, alcune aziende di integratori hanno iniziato a vendere vari SARM come integratori, in presunta violazione sia della Food and Drug Administration's Dietary Supplement Health and Education Act of 1994 (DSHEA) sia dei diritti intellettuali dei titolari dei brevetti dei composti. Nel 2017 è stato scoperto che molti degli integratori venduti che affermano di essere SARM non contengono effettivamente la sostanza chimica in questione. In realtà, solo il 52% dei prodotti conteneva tracce di SARM.
Nell'ottobre 2017, la Food and Drug Administration ha emesso lettere di avvertimento a tre società di integratori notificando loro che la SARMS è classificata come farmaci non approvati e può causare potenziali effetti collaterali avversi associati tra cui danni cardiovascolari e al fegato.

## Uso negli sport
Nel 2015, il quarterback dei Florida Gators, Will Grier, sarebbe risultato positivo al Ligandrol, un'affermazione che l'Università della Florida nega.
Nel 2017, Joakim Noah è stato squalificato per venti partite dalla NBA per essere risultato positivo al Ligandrol.
Sean O'Malley, un artista marziale misto americano che gareggia nella divisione Bantamweight dell'Ultimate Fighting Championship, è stato temporaneamente sospeso dalla Nevada State Athletic Commission nel giugno 2019 dopo che il suo campione è risultato positivo all'Enobosarm prima della sua lotta contro Marlon Vera all'UFC 239 il 6 luglio a Las Vegas.
Nel luglio 2019, la tennista brasiliana Beatriz Haddad Maia ha ricevuto una sospensione provvisoria dopo essere risultata positiva ai modulatori selettivi del recettore degli androgeni.
Shayna Jack, una nuotatrice australiana, è stata costretta a ritirarsi dalla squadra nazionale nel luglio 2019 prima dei campionati del mondo di Gwangju, in Corea del Sud, dopo essere risultata positiva al Ligandrol.
La staffetta 4x100 maschile britannica è stata privata della medaglia d'argento olimpica di Tokyo 2021 dopo che CJ Ujah è risultato positivo a due SARM dopo la gara. Le sostanze vietate scoperte nel suo sistema erano Enobosarm (Ostarina) e S-23.